# Mârzănești
Mârzănești è un comune della Romania di 4 149 abitanti, ubicato nel distretto di Teleorman, nella regione storica della Muntenia. 
Il comune è formato dall'unione di 4 villaggi: Cernetu, Mârzănești, Teleormanu, Valea Părului.